# Станіслав Дзержек
Станіслав Дзержек з герба Нечуя — хорунжий Белзький в 1765 — 1775 роках, хорунжий Буський в 1750 - 1765 роках, мечник буський в 1750 році.
У 1764 р. був депутатом на елекційний сейм від Белзького воєводства, підтримував кандидатуру Станіслава Августа Понятовського. У додатку до повідомлення від 2 жовтня 1767 р. до президента Колегії закордонних справ Російської імперії Микити Паніна, російський депутат Микола Репнін назвав його послом, що ворогує щодо реалізації російських планів у сеймі 1767 року, послом Белзького воєводства сейму 1767 року.
Він був сином Міхала Миколая Дзержека герба Нечуя і Людвіки з Дунінових герба Лебідь. Одружувався двічі — вперше з Геленою з родини Злочевських герба Граблі, вдруге з Анелею з роду Красицьких гербу Роґаля. Красицькі (Krasicki) гербу Роґаля - це знатна, проте збідніла родина, з неї походив примас Ігнацій Красицький.